# Ceglo
Ceglo – wieś w Słowenii, w gminie Brda. W 2018 roku liczyła 115 mieszkańców.